# رومان تشيفرير
رومان تشيفرير (بالفرنسية: Romain Chevrier)‏ هو لاعب كرة قدم فرنسي، ولد في 26 يوليو 1983 في كليرمون فيران في فرنسا. لعب مع نادي إيفيان ونادي تشاتيليراولت ونادي كليرمونت 63.

## وصلات خارجية
- رومان تشيفرير على موقع قاعدة بيانات كرة القدم.إي يو (الإنجليزية)